# Фольксемпфенґер

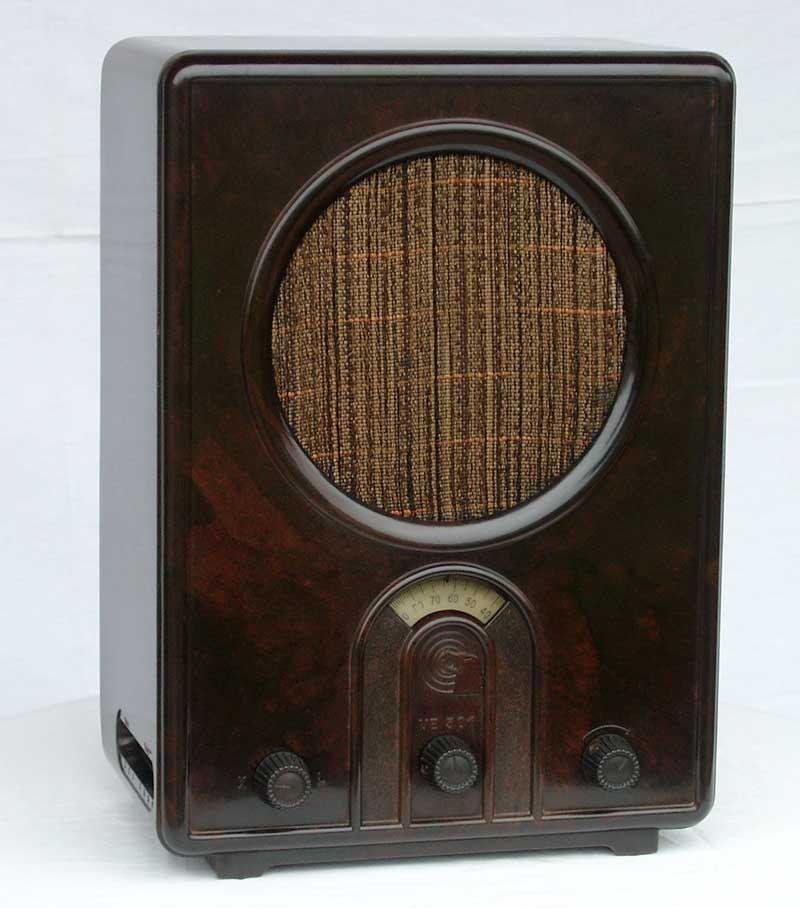
Volksempfänger VE301, бакелітовий корпус був розроблений архітектором та промисловим дизайнером Вальтером Марією Керстінґ.

Фольксемпфенґер (нім. Volksempfänger, досл. «народний радіоприймач») — ряд дешевих електровакуумних радіоприймачів, вироблених у Німеччині протягом 1930-х років. Він був розроблений інженером Отто Гріссінґом на прохання Йозефа Геббельса, міністра пропаганди нацистського уряду. Мета розробки полягала в тому, щоб зробити технологію радіоприймання доступною для широкої громадськості. Геббельс усвідомив великий пропагандистський потенціал цього відносно нового явища і, таким чином, вважав широку доступність радіоприймачів дуже важливою.
Спадщина Фольксемпфенґеру як інструменту пропаганди є досить значною. Історик Олівер Раткольб називав його життєво важливим елементом успіху у поширенні нацистської ідеології, яку не могла ігнорувати більшість німецького населення.

## Технічні характеристики
Перша модель Volksempfänger VE301, випущена у 1933 році використовувала регенеративну схему, це був економічний дизайн радіоприймачів, поширений у 1920-х роках. Три різні моделі VE301 були виготовлені відповідно до трьох різних типів живлення: батареї, змінного струму або постійного струму. Варіації напруг змінного струму були розміщені шляхом переміщення дроту на силовому трансформаторі для вибору джерел потужності 110 вольт, 130 вольт або 220 вольт.
Приймач був здатний працювати на двох смугах: довгі хвилі від 150 до 350 кГц, та середні хвилі від 550 до 1700 кГц. На пізніших моделях циферблат скла був відбитий назвами німецьких та австрійських міст, що відповідають частотам мовних станцій, розташованих у них. Радіоприймач мав три гнізда для встановлення антен різних довжин.
Моделі що вироблялися між 1933 та 1937 роками використовували дешевий електромагнітний динамік. У моделі 1938 року його було замінено на більш сучасний електродинамічний випромінювач.

## RFT Kolibri

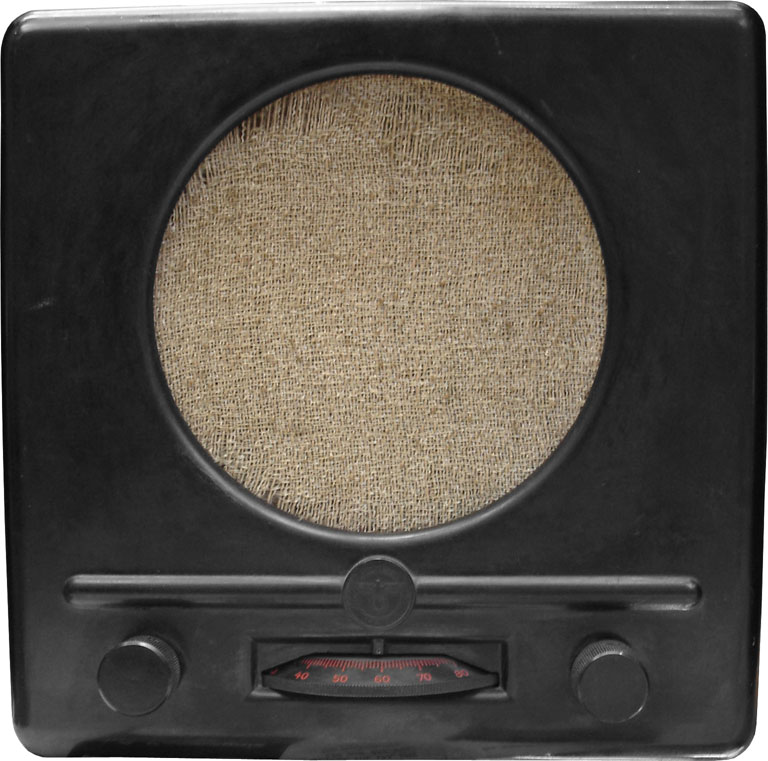
Модель DKE38, вироблена з 1938 по 1944 роки

Аналогічна модель радіоприймача випускалася у Східній Німеччині у 1954-55 роках. Її випускала фірма RFT/Stern під назвою "Kolibri". Приймач продавався за 50 марок і мав дуже схожий дизайн корпуса. Особливістю Kolibri було те, що він приймав сигнал лише двох попередньо налаштованих радіостанцій. Приймачі без таких обмежень також вироблялися RFT, але були значно дорожчими. Виробництво було припинено через низьку популярність та падіння продажів.

## Польське народне радіо

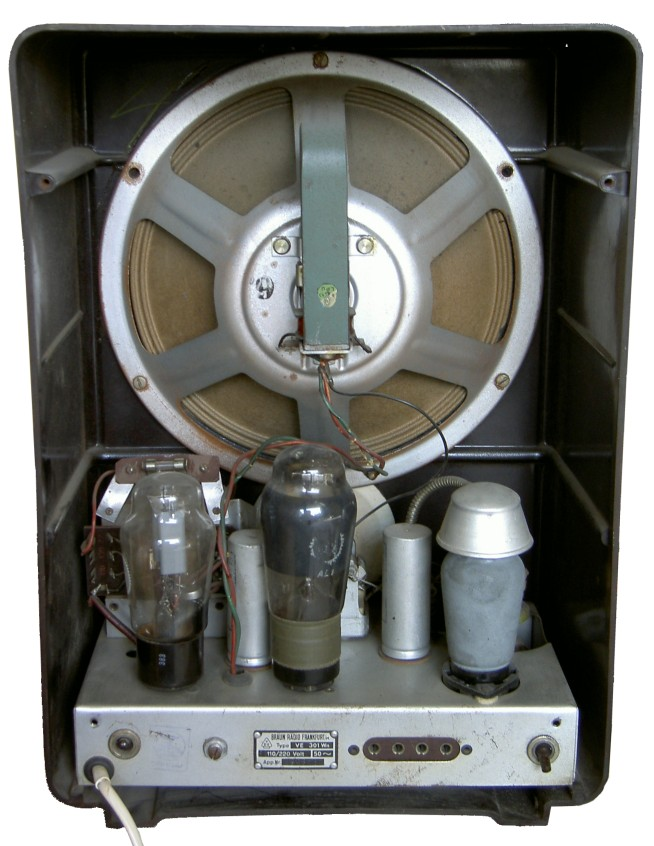
Внутрішні компоненти моделі VE301

У 1946 році невелика кількість приймачів DKE38 та VE-301 були вироблені на колишній німецькій фабриці у місті Дзержонюв в Польщі. Вони були виготовлені з залишків матеріалів після війни і були візуально подібними до Volksempfänger але не мали німецьких емблем зі свастикою. Виробництво закінчилося, коли запас компонентів був вичерпаний, а фабрика перейшла до виробництва наборів, розроблених поляками.